# 진주 송정종택 고문서
진주 송정종택 고문서(晉州 松亭宗宅 古文書)은 대한민국 경상남도 진주시 수곡면 사곡리, 진양하씨 송정종택에서 소장하고 있는 고문서이다.
2002년 12월 27일 경상남도의 유형문화재 제383호 진주사곡리 진양하씨 송정종택소장 고문서 일괄으로 지정되었다가, 2018년 12월 20일 현재의 명칭으로 변경되었다.

## 개요
진양하씨 송정종택에서 소장하고 있는 고문서들로서 분재기 3건, 노비소송 관련 입안 1건, 호구 관련 고문서 9건, 토지매매문기 14건, 소지·등장·품목류 54건, 완문·절목·전령·소사·수기(수표)류 12건, 위장·만장·제문류 11건, 임명 관련 서류 및 계후입안 4건 등 모두 108점이다.
분재기는 1547년·1610년·1624년 등 모두 3건이 소장되어 있다. 16세기 이전의 분재기는 전국적으로 흔하지 않을 뿐만 아니라, 대를 이어 17세기 초까지의 분재기가 여러 건 같이 보존되어 있는 경우는 거의 없어 가치가 있다.
노비소송 관련 입안(1635)은 분재기와 관련하여 후대에 노비가 어떻게 세전되고 어떻게 관리되고 있었는가 하는 것과 노비들이 상전들에 대항해 어떤 움직임을 보이고 있었는가 하는 것을 생생하게 보여주는 중요한 자료이다. 크기도 11m나 되어 내용이 아주 방대하다.
호구 관련 고문서는 모두 9건으로, 호구단자 8건과 준호구 1건(1721, 하윤청(河胤淸))이 보관되어 있다. 대부분 19세기의 것이지만, 18세기의 것도 3건이 있다. 현재 잔존하는 호구단자 대부분은 낱장으로 되어 있는데, 이곳에 소장되어 있는 호구단자 중 5건은 특이하게 책자식으로 되어 있어 주목된다.
토지매매문기는 모두 14건인데, 이 중에는 상전이 노비에게 토지매매를 위임하는 패자(牌子)도 2건이 있다. 17세기말의 것에서 19세기의 문서까지 다양하게 분포한다. 많은 문서가 매입자가 대각서원으로 되어 있는 것으로 보아 대각서원 소속 토지의 문서인 것으로 추측된다.
한편 하륜(1347∼1416) 부자의 묘소와 관련된 오방재(梧坊齋) 문건과 하락(1530∼1592)·하항(1538∼1590)·하수일(河受一) 등 삼선생(三先生) 및 효자 하세희(1647∼1686)와 관련이 있는 산송(山訟) 문서와, 이들 사위토(祀位土)의 면세·면역 등과 관련된 소지·등장류가 상당량 존재하고 있다.
기타 이와 관련된 완문·절목·전령·초사·수기(수표)류, 그리고 위장·만장·제문류, 임명 관련 서류 및 계후입안 등 다수의 문서들이 있다. 문서 중 많은 부분은 19세기 것이지만, 17·8세기의 것도 적지 않다. 이 중에서도 정식 관원에게 내리는 차첩(差帖)이 주목된다. 죄수, 별감이나 향리 등 정식 관리가 아닌 자들에 대한 차첩은 많이 발견되지만, 정식 품계의 관원에 대한 차첩은 발견되는 경우가 희귀하다.
진주 사곡리 진양하씨 송정종택 소장 고문서 일괄은 조선시대 지방사 연구는 물론 당시 진주지역의 문화사 전반을 이해하는데 중요한 학술적 자료이다.

## 참고 문헌
- 진주 송정종택 고문서 - 국가유산청 국가유산포털